# Ghiacciaio Conger
Il ghiacciaio Conger (in inglese Conger Glacier) è un ghiacciaio lungo circa 8 km situato sulla costa di Knox, nella parte occidentale della Terra di Wilkes, in Antartide. Il ghiacciaio, il cui punto più alto si trova a più di 105 m s.l.m., è situato in particolare a est del ghiacciaio Glenzer e da qui fluisce verso nord fino ad andare ad alimentare la piattaforma glaciale Shackleton, di cui entra nella parte orientale.

## Storia
Il ghiacciaio Conger è stato mappato per la prima volta nel 1955 da G.D. Blodgett grazie a fotografie aeree scattate durante l'operazione Highjump, 1946-1947, ed è stato in seguito così battezzato dal Comitato consultivo dei nomi antartici in onore di Richard R. Conger, capo della compagnia di fotografi presente nella Operazione Windmill, 1947-48, che diede supporto nell'installazione di stazioni di controllo astronomico lungo la parte della costa antartica che va dalla costa di Guglielmo II alla costa di Budd.